# Stazione di Puglia-Ceciliano
La stazione di Puglia-Ceciliano è una stazione ferroviaria di Arezzo. Si trova lungo la ferrovia Arezzo-Stia, gestita da La Ferroviaria Italiana (LFI).